# Colostygia aquearia
Colostygia aquearia är en fjärilsart som beskrevs av Charles Théophile Bruand d’Uzelle 1846. Colostygia aquearia ingår i släktet Colostygia och familjen mätare. Inga underarter finns listade i Catalogue of Life.